# 2015년 KBO 퓨처스리그
2015년 KBO 퓨처스리그는 KBO 퓨처스리그의 26번째 시즌이며, 대한민국의 12개 프로 야구 구단이 참가하며 기존의 2개리그 체제에서 3개리그 체제로 전환된다.

## 변경된 사항 (2015년)
- 대한민국 최초의 독립구단이었던 고양 원더스가 해체되어 2015년부터 퓨처스리그 교류 경기 편성이 취소되었다.
- 일본 프로 야구단이었던 후쿠오카 소프트뱅크 호크스 3군이 참가하지 않으면서 2015년부터 퓨처스리그 교류 경기 편성이 취소되었다.
- NC 다이노스가 연고지를 경상북도 포항시에서 경기도 고양시로 이전하면서, 고양 국가대표 야구훈련장을 홈구장으로 사용하며 2군의 팀 이름을 고양 다이노스로 바꾸어 운영한다.
- 한국야구위원회의 브랜드 아이덴디티 통합 작업에 따라 2015시즌부터 'KBO 퓨처스리그'라는 새로운 명칭을 사용하게 되었다.
- 이번 시즌부터 퓨처스리그는 4개팀씩 3개조로 나눠 리그가 진행되며 리그 명칭은 KBO의 CI 색상에 따와서 옐로우 리그, 블루 리그, 레드 리그로 정해졌지만, 최종적으로는 남부 리그, 중부 리그, 북부 리그로 변경되었다.
- 동일리그 팀간 18차전, 인터리그 팀간 6차전이 열리며 팀당 102경기가 편성되어 역대 최다인 총 612경기가 거행되고, 개인 부문별 시상은 리그 구분없이 통합하여 시상한다.
- 종전 오후 1시(이동일 경기의 경우 오전 11시)에서 이번 시즌부터 경기 개시시간이 오후 1시로 통일되며, 만약 팬들의 관람 편의와 TV 중계로 인해 경기시간이 변경될경우 해당 경기일 15일전에 KBO에 요청해야한다.
- 이번 시즌부터 기존의 경기개시 90분전까지 선수 등록을 해야 했던 것을 불가피한 사정으로 상대 팀 감독의 동의가 있을 경우 경기개시 30분전까지 변경이 가능하도록 조정할 수 있게 하였다.

## 정규 리그
- 기간 : 2015년 3월 31일 ~ 9월 13일

### 팀 순위

#### 남부 리그
| 순위 | 구단 | 경기 | 승 | 패 | 무 | 승률 | 게임차 |
| ---- | ---- | ---- | -- | -- | -- | ---- | ------ |
| 1    | 상무 | 102  | 67 | 22 | 13 | .753 | -      |
| 2    | 롯데 | 102  | 52 | 48 | 2  | .520 | 20.5   |
| 3    | 삼성 | 102  | 44 | 52 | 6  | .458 | 26.5   |
| 4    | KIA  | 102  | 42 | 54 | 6  | .438 | 28.5   |

#### 중부 리그
| 순위 | 구단 | 경기 | 승 | 패 | 무 | 승률 | 게임차 |
| ---- | ---- | ---- | -- | -- | -- | ---- | ------ |
| 1    | 고양 | 102  | 52 | 43 | 7  | .547 | -      |
| 2    | 화성 | 102  | 40 | 51 | 11 | .440 | 10.0   |
| 3    | SK   | 102  | 41 | 53 | 8  | .436 | 10.5   |
| 4    | 한화 | 102  | 37 | 55 | 10 | .402 | 13.5   |

#### 북부 리그
| 순위 | 구단 | 경기 | 승 | 패 | 무 | 승률 | 게임차 |
| ---- | ---- | ---- | -- | -- | -- | ---- | ------ |
| 1    | 경찰 | 102  | 57 | 37 | 8  | .621 | -      |
| 2    | kt   | 102  | 45 | 43 | 14 | .511 | 9.0    |
| 3    | 두산 | 102  | 47 | 51 | 4  | .480 | 12.0   |
| 4    | LG   | 102  | 39 | 54 | 9  | .419 | 17.5   |

### 통계

#### 타자 TOP
- 남부리그

| 부문      | 선수 | 기록 |
| --------- | ---- | ---- |
| 타율(AVG) |      |      |
| 홈런(HR)  |      |      |
| 타점(RBI) |      |      |

- 중부리그

| 부문      | 선수 | 기록 |
| --------- | ---- | ---- |
| 타율(AVG) |      |      |
| 홈런(HR)  |      |      |
| 타점(RBI) |      |      |

- 북부리그

| 부문      | 선수 | 기록 |
| --------- | ---- | ---- |
| 타율(AVG) |      |      |
| 홈런(HR)  |      |      |
| 타점(RBI) |      |      |

#### 투수 TOP
- 남부리그

| 부문            | 선수 | 기록 |
| --------------- | ---- | ---- |
| 승리(W)         |      |      |
| 평균자책점(ERA) |      |      |

- 중부리그

| 부문            | 선수 | 기록 |
| --------------- | ---- | ---- |
| 승리(W)         |      |      |
| 평균자책점(ERA) |      |      |

- 북부리그

| 부문            | 선수 | 기록 |
| --------------- | ---- | ---- |
| 승리(W)         |      |      |
| 평균자책점(ERA) |      |      |

## 경기 중계
- SPOTV